# Arboretum du Dominion

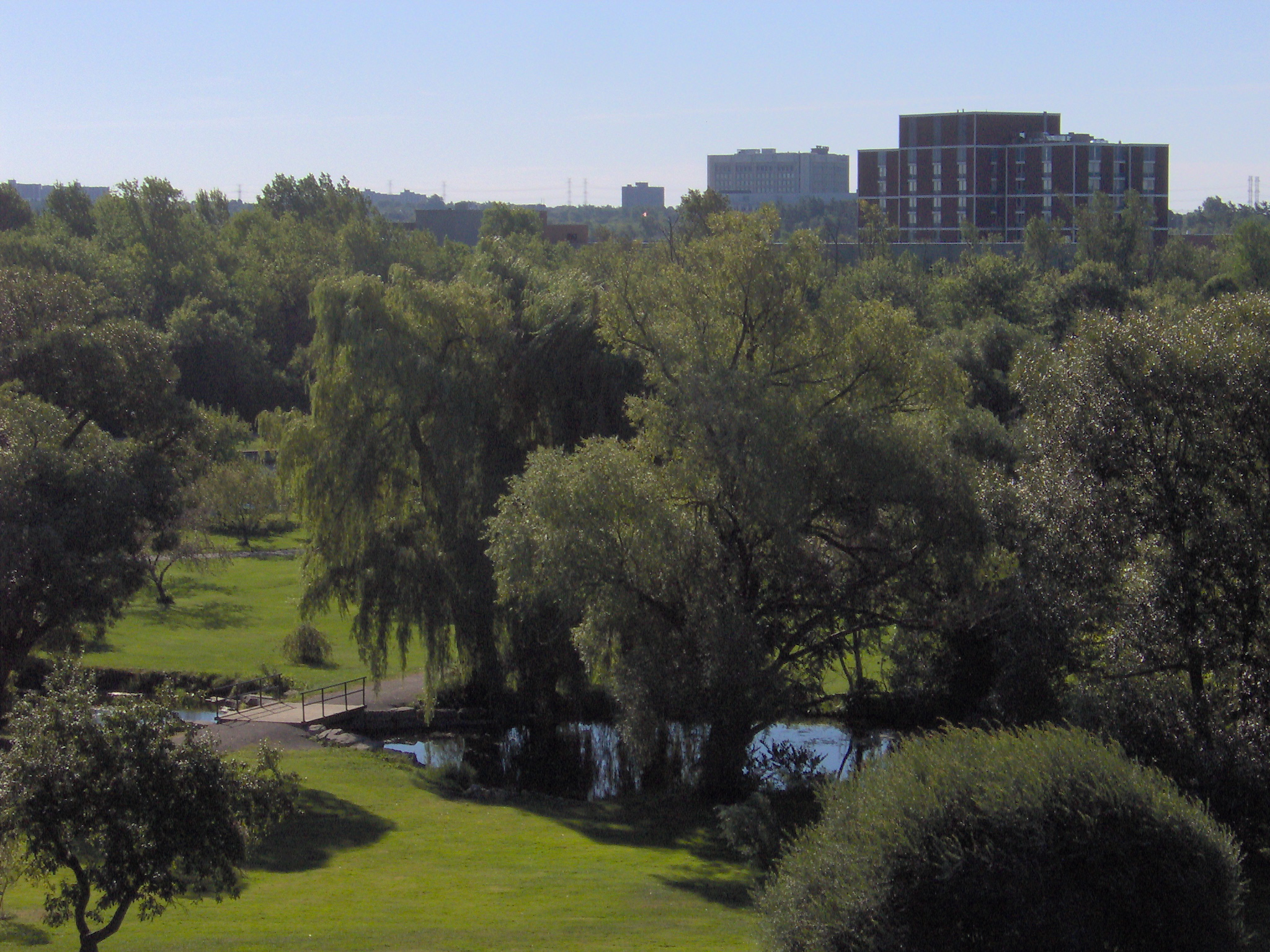
Arboretum du Dominion.

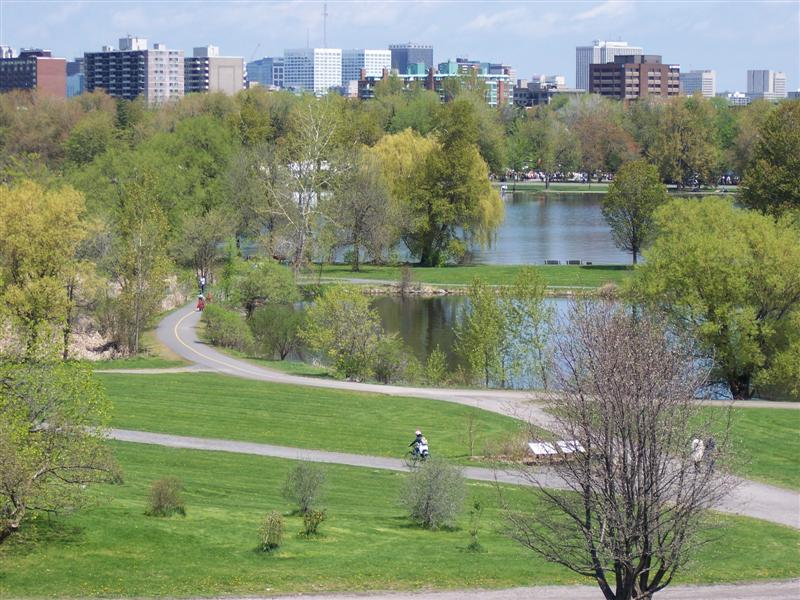
Arboretum du Dominion le long du canal Rideau à Ottawa.

L'Arboretum du Dominion fait partie d'un ensemble d'attractions touristiques regroupées dans une zone située au sud du centre-ville d’Ottawa. Fondé en 1889, c'est le plus ancien arboretum du Canada. D'une superficie de 40 hectares (99 acres), l'arboretum du Dominion longe une partie du canal Rideau près du lac Dow dans lequel les visiteurs peuvent y admirer 10 000 espèces de plantes. Il comprend trois serres. La plus importante, utilisée pour la recherche, est d'une superficie de 2 760 m2. Il dispose également d'un herbier contenant quelque 695 000 spécimens de plantes conservées à des fins de référence. Localisés dans des zones adjacentes, on retrouve les jardins ornementaux et la Ferme expérimentale centrale.

## Histoire
C'est à l'automne de 1889 que furent plantés 200 arbres et arbustes pour ce qui allait devenir le premier arboretum du Canada. En 1899, le nombre d'arbres et arbustes était passé à 3 000. Ces arbres et arbustes implantés en sol canadien provenaient d'Allemagne, d'Angleterre, de la Chine, de la Corée, des États-Unis, de la France, du Japon et de la Russie. Ces espèces qui ne poussent pas dans la région de la capitale nationale auraient pu être plus nombreuses n'eut été que plusieurs d'entre elles ne purent s'acclimater au climat canadien.

## Publications
- Richard Hinchcliff et Roman Popadiouk, For the Love of Trees: A Guide to the Trees of Ottawa’s Central Experimental Farm Arboretum,  Friends of the Farm (Ottawa, Ont.), Renfrew, Ont., General Store Pub. House, 2007, 256 p.,  (ISBN 9781897113738)